# Theophilus Shepstone
Sir Theophilus Shepstone (Bristol, 8 gennaio 1817 – Pietermaritzburg, 23 giugno 1893) è stato un politico sudafricano di origine britannica.
Fu uno dei principali amministratori coloniali nell'area sudafricana nella seconda metà del XIX secolo, così come uno dei principali responsabili delle guerre che ivi si combatterono (segnatamente la guerra anglo-zulu).

## Biografia
Nacque nei sobborghi di Bristol nel 1817, figlio del reverendo William Shepstone. Nel 1820 il padre emigrò con la famiglia nell'allora Colonia del Capo, nucleo del futuro Sudafrica, e il giovane Theophilus crebbe a stretto contatto con gli indigeni africani, imparando numerose delle loro lingue, circostanza che in seguito lo avvantaggiò molto nei rapporti tra le popolazioni locali e il governo coloniale. Negli anni 1830 servì da interprete per l'esercito britannico durante le guerre di Frontiera del Capo, facendosi apprezzare dal governatore Benjamin D'Urban. Rimasto sulla frontiera sudafricana come rappresentante del governo inglese, negli anni successivi divenne l'ufficiale amministrativo di riferimento e nel 1856 venne promosso Segretario per gli Affari dei Nativi.
Durante gli anni Shepstone divenne molto rispettato dalle tribù sudafricane, che lo chiamavano "padre" e lo soprannominavano Somsteu per la sua abilità nella caccia. L'agente, pur perseguendo gli interessi coloniali, cercava al tempo stesso di mantenere rapporti amichevoli con gli africani e di garantir loro il miglior trattamento possibile da parte degli europei. Particolarmente stretto era il rapporto con gli zulu, tanto che fu proprio Shepstone a incoronare il loro re Cetshwayo nel 1872. Il funzionario tentò quindi di influenzare il sovrano zulu perché conducesse una politica filo-britannica, ma la volontà autonomistica di Cetshwayo portò ad un allontanamento tra i due e all'inversione della politica tollerane di Shepstone, che per la seconda metà degli anni 1870 era divenuto profondamente anti-zulu.
Nel frattempo richiamato nel Regno Unito, venne incaricato dall'influente Henry Herbert, IV conte di Carnarvon di portare la Repubblica del Transvaal, Stato indipendente boero, sotto il controllo inglese. I boeri, da lungo tempo nemici degli zulu e bisognosi di finanziamenti, accettarono una temporanea sottomissione, e il 12 aprile 1877 Shepstone proclamò l'annessione del Transvaal ai domini coloniali britannici, divenendone amministratore per prevenire un intervento da parte dell'Impero tedesco, allora in stretti rapporti con le repubbliche boere. Ciò causò la rottura definitiva coi vicini zulu, ormai nemici degli inglesi, e Shepstone stesso premette per iniziare le ostilità col regno africano, causando così la guerra anglo-zulu.
Il conflitto tuttavia si rivelò inizialmente disastroso: il contingente britannico che invase lo Zululand venne decimato alla battaglia di Isandlwana, dove perse la vita anche uno dei figli dell'amministratore, il capitano George Palmer Shepstone. Egli, ormai compromesso per il ruolo avuto nello scoppio della guerra, venne sollevato dal governo del Transvaal e richiamato in patria, per poi tornare in Sudafrica nel 1880 e condurre una vita ritirata, garantendo comunque una proficua carriera politico-diplomatica ai figli superstiti. Morì nel 1893.